# Castelmonte

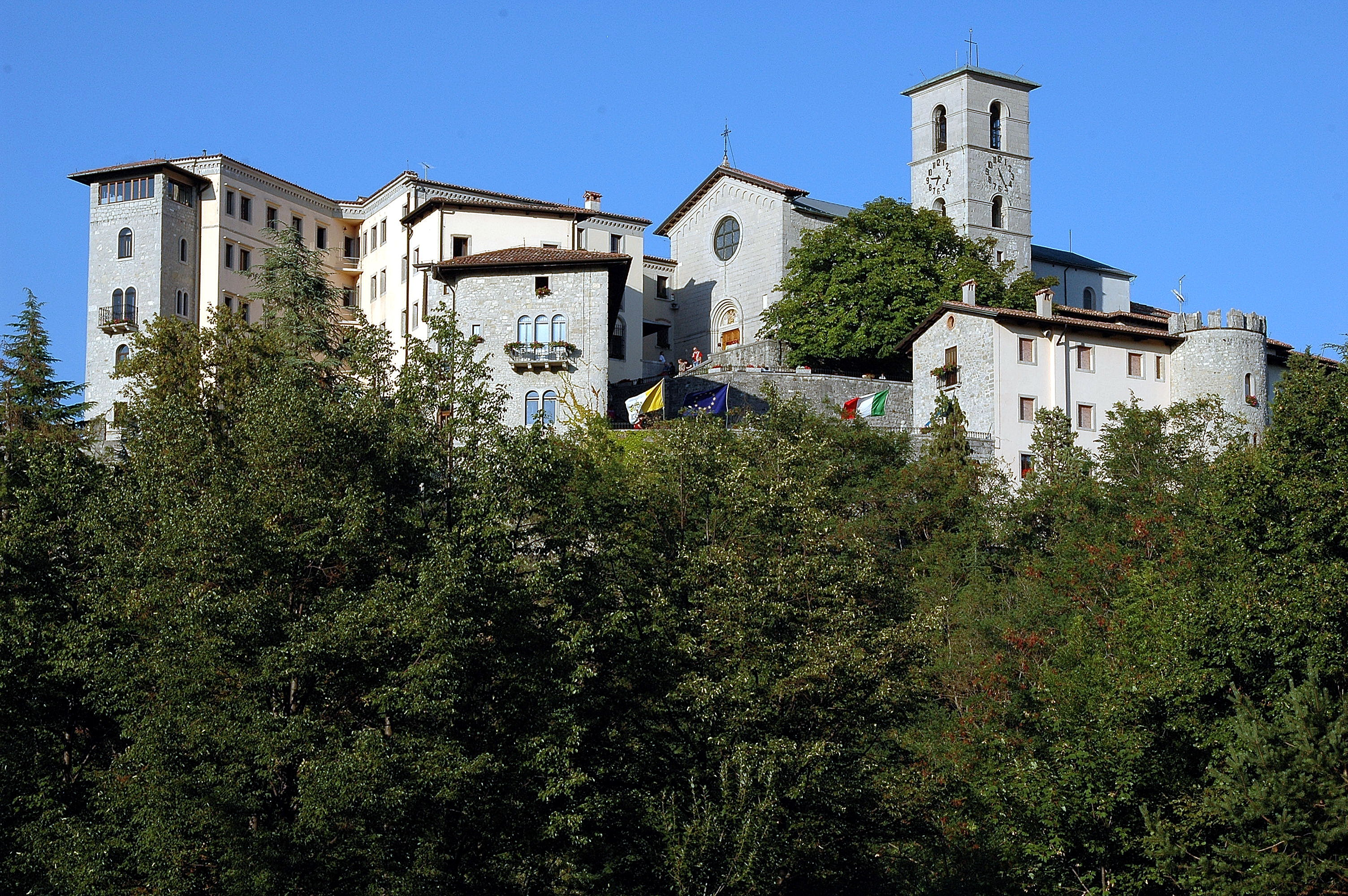
Anlage

Castelmonte (slowenisch: Stara gora, friaulisch: Madone di Mont) ist ein Kapuzinerkloster und ein Wallfahrtsort in den Julischen Alpen nahe Prepotto. Es liegt auf einem Berggipfel auf 618 m Höhe.

## Geschichte
Das Marienheiligtum ist seit 1175 belegt. Ein antiker Ziegelfußboden lässt jedoch den Schluss zu, dass die Pilgerstätte schon vor dem 6. Jahrhundert entstand, womit sie eine der ältesten Marienpilgerstätten der Welt wäre. Im 13. und 14. Jahrhundert erlebte Castelmonte einen Aufschwung, unter anderem infolge von Ablassprivilegien der Päpste Innozenz IV. und Urban VI. 1419 kam es zu Beschädigungen durch Ungarn. 1478 wurde die Anlage gegen die Türkenheere befestigt. 1479 wurde die heute vorhandene Marienstatue aufgestellt, deren Herstellung in das frühe 15. Jahrhundert datiert wird. 1511 und 1513 kam es zu Erdbebenschäden. Das heutige Kirchengebäude entstand ab dem 16. Jahrhundert, erfuhr jedoch wiederholt Umgestaltungen. 1797 wurde die Kirche im Rahmen von Napoleons Italienfeldzug durch Franzosen geplündert. 1944 entstanden Bombenschäden. Nach dem Erdbeben im Friaul 1976 initiierten die Kapuziner eine Wallfahrt nach Castelmonte, die seither jedes Jahr am 8. September wiederholt wird.

## Baubeschreibung
Der älteste Teil des Heiligtums ist die Krypta, die jedoch nach dem Zweiten Weltkrieg erweitert wurde. Die Kirche wurde nach der Zerstörung des Vorgängerbaus 1419 neuerrichtet. Neben der Madonnenstatue aus Kalkstein ist der Altar venezianischer Meister von etwa 1685 sowie zahlreiche volkstümliche Votivbilder zu erwähnen. Im 20. Jahrhundert wurde eine wertvolle slowenische Handschrift aus dem 15. Jahrhundert wiederentdeckt, die Starogorski rokopis oder Handschrift von Castelmonte. Sie enthält slowenische Übersetzungen des Vaterunser, des Ave Maria und des Glaubensbekenntnisses. In der Wehrburg finden sich auch ehemalige Handwerkerhäuser, die der Versorgung der Pilger dienten. Außerhalb der Wehranlage befindet sich die in den Fels gehauene Grotta San Giovanni d’Antro.

## Belege
1. 1 2  Prazniki v deželi gubane. In: gorenjskiglas.si. Gorenjski glas, abgerufen am 10. November 2016.
2. ↑  POT VERE. In: comune.sanpietroalnatisone.ud.it. Abgerufen am 10. November 2016.
3. ↑  Castelmonte – eine der ältesten Wallfahrtskirchen Italiens. In: kirche-in-not.de. Archiviert vom Original am 24. Oktober 2016; abgerufen am 24. Oktober 2016.  Info: Der Archivlink wurde automatisch eingesetzt und noch nicht geprüft. Bitte prüfe Original- und Archivlink gemäß Anleitung und entferne dann diesen Hinweis.

## Bilder

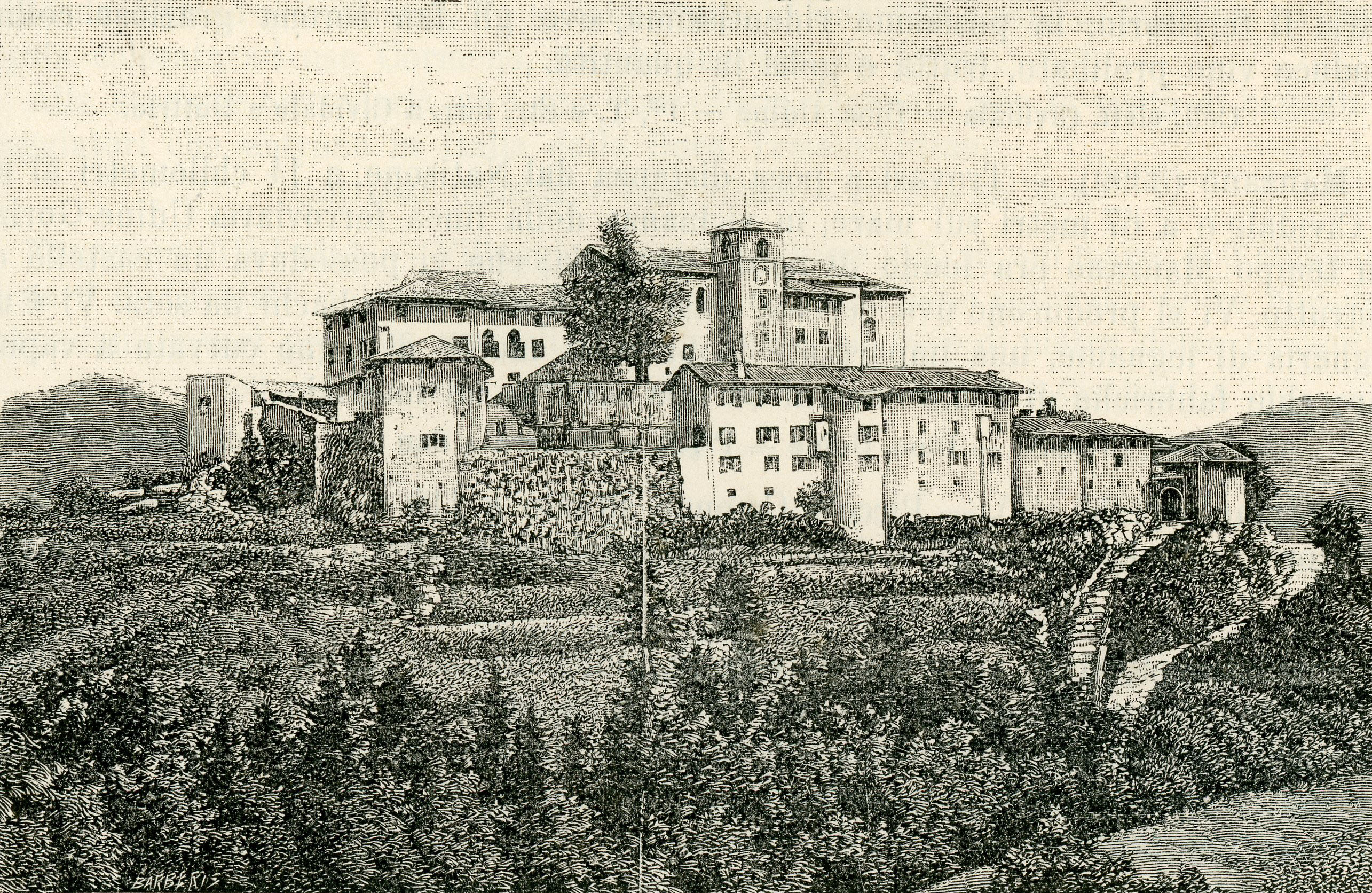
Gesamtansicht, etwa 1905
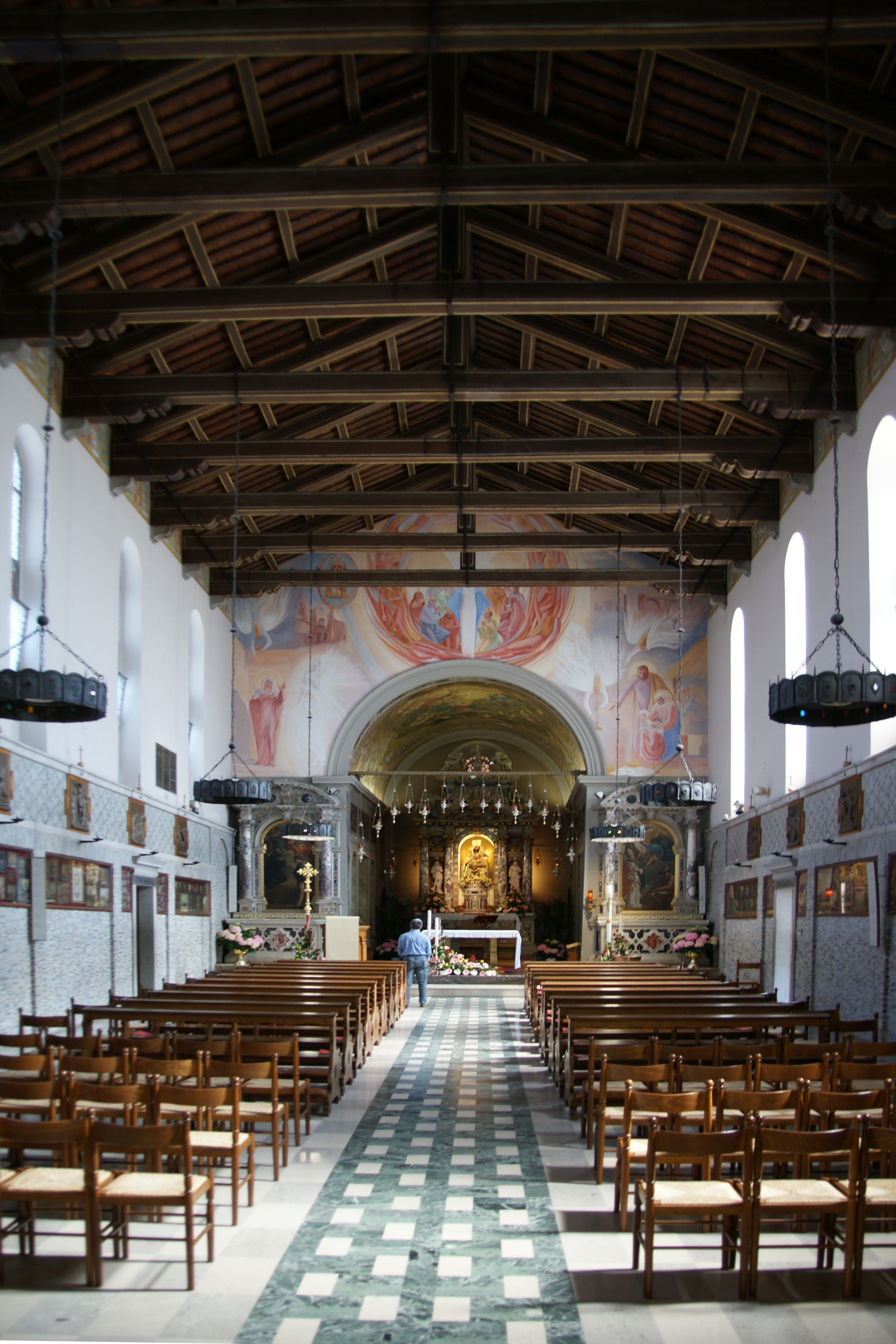
Kirche
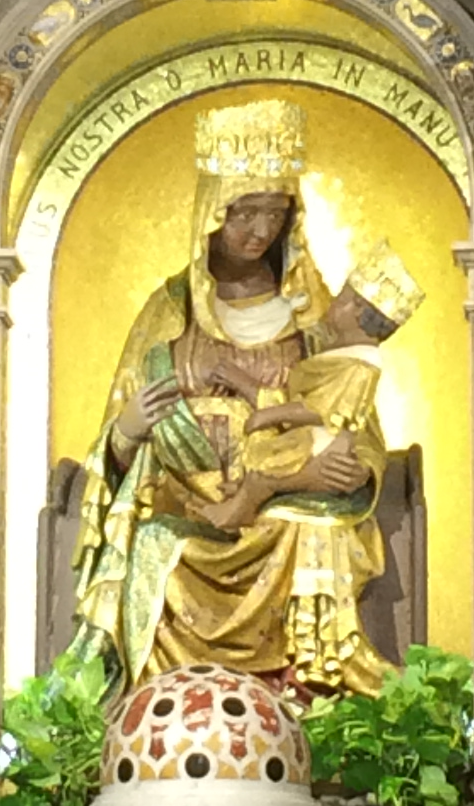
Hodegetria
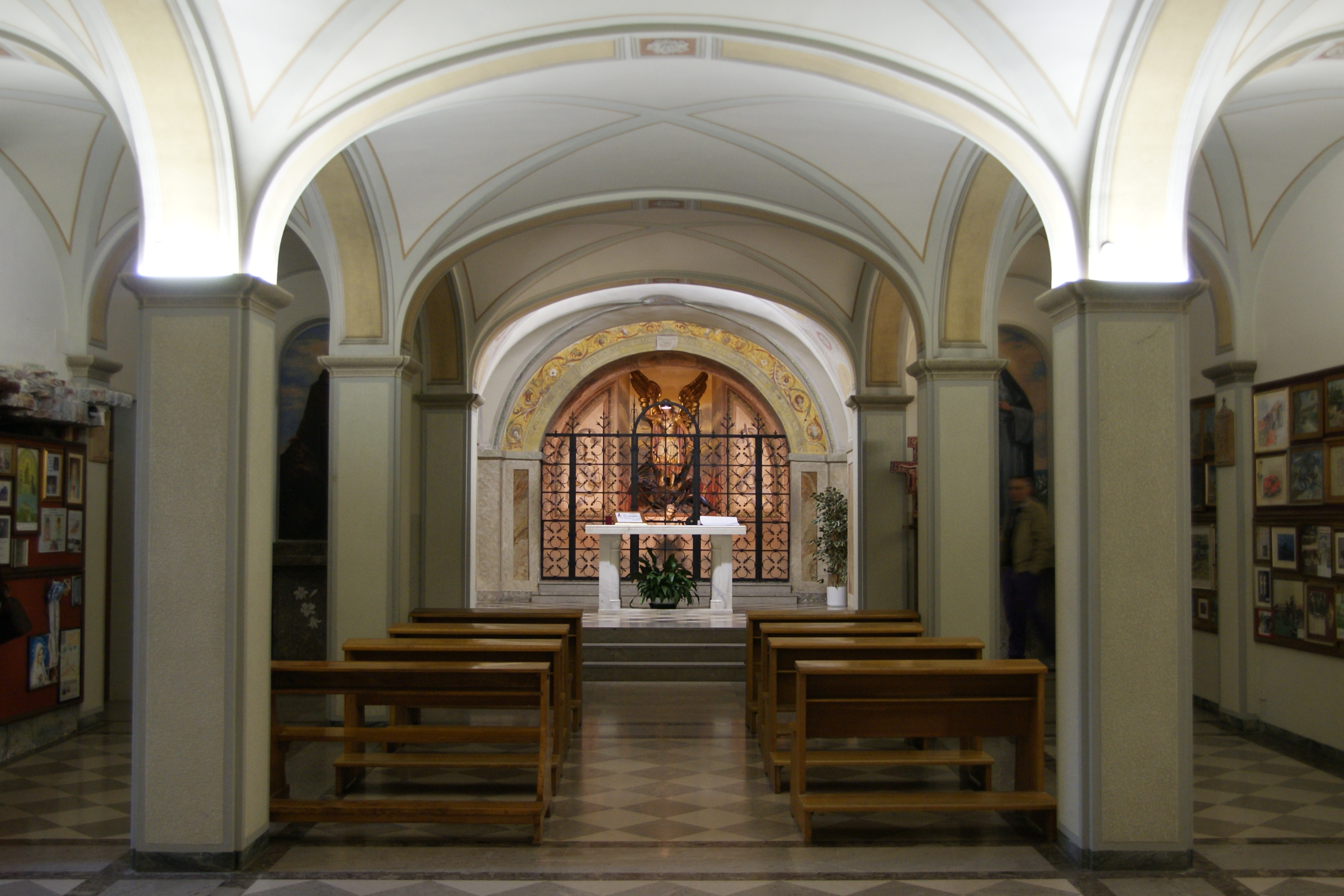
Krypta
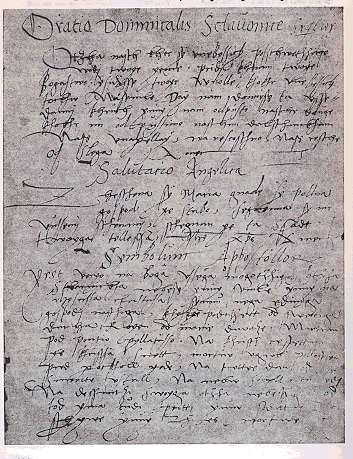
Handschrift von Castelmonte
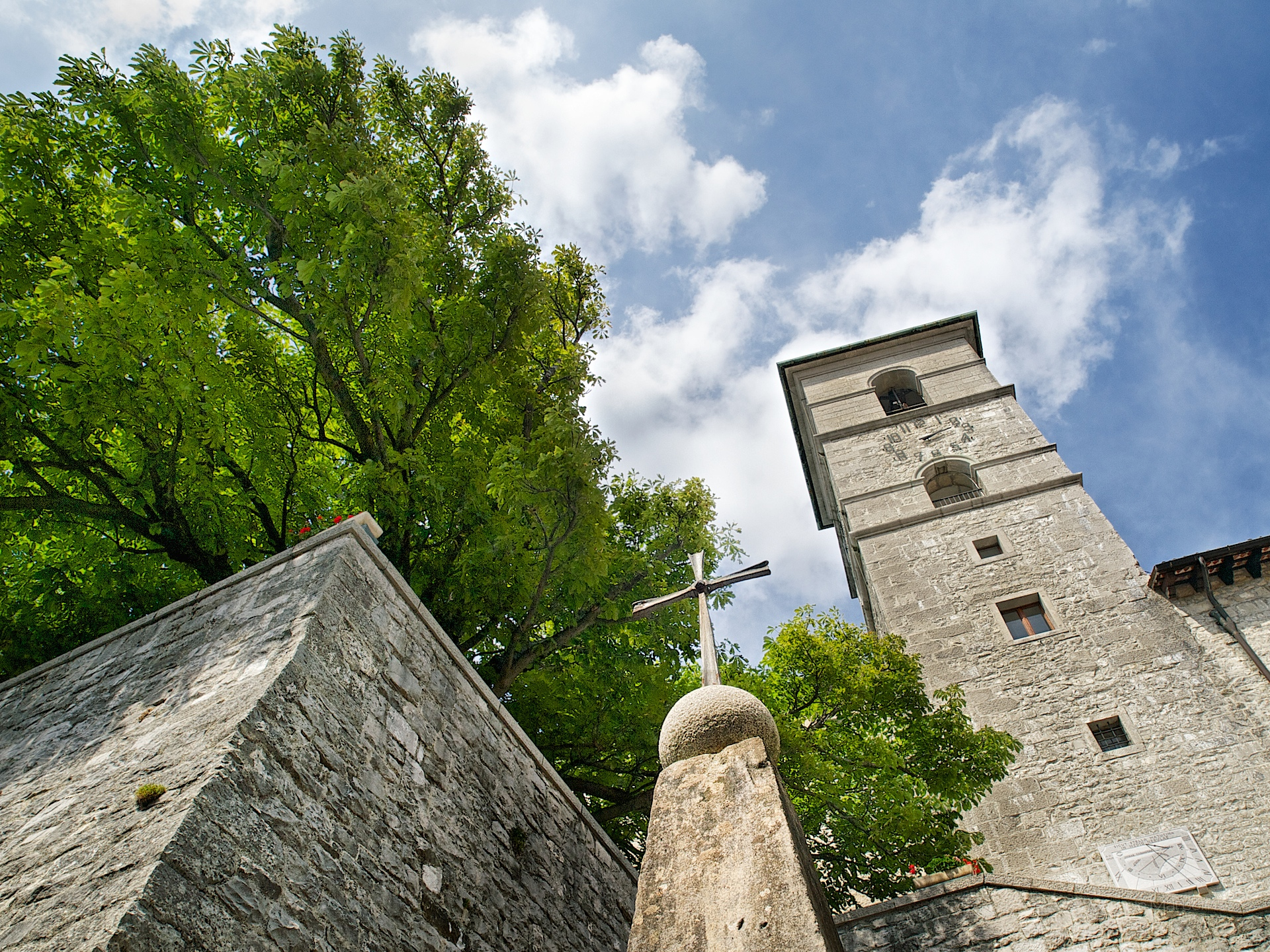
Kirchturm

Koordinaten: 46° 5′ 39,9″ N, 13° 31′ 13,6″ O